# Čedžuština
Čedžuština (čedžusky/korejsky 제주말, přepis: čedžumal) je korejský jazyk, kterým mluví asi 5000 lidí v provincii Čedžu v Jižní Koreji (méně než 1% obyvatel této provincie), ale celkem ji rozumí asi 10 000 lidí. Někdy se bere jako dialekt korejštiny, ale s korejštinou srozumitelný není.
V lednu roku 2011 byla čedžuština zařazen do seznamu kriticky ohrožených jazyků UNESCO.

## Písmo
Čedžuština se píše tradičním korejským písmem (hangul).
Korejská (čedžuská) abeceda, z jejichž znaků se skládají slabiky (přepis do latinky IPA):
| i ㅣ | ɨ ㅡ | u ㅜ |
| e ㅔ | ə ㅓ | o ㅗ |
| ɛ ㅐ | a ㅏ | ɒ ㆍ |

## Čedžuská slova
V čedžuštině je mnoho archaických slov, která už v moderní korejštině nejsou. Mnoho slov čedžuština přejala také z japonštiny, čínštiny, mandžuštiny a mongolských jazyků.

### Příklady čedžuských slov
| Čedžusky | Přepis   | Česky        |
| -------- | -------- | ------------ |
| 아방     | abang    | otec         |
| 어멍     | eomeong  | matka        |
| 돗괴기   | dotgoegi | vepřové maso |
| 하영     | hajeong  | mnoho        |

## Příklady

### Číslovky
| Čedžusky       | Česky     |
| hóna, ᄒᆞ나     | jeden     |
| dul, 둘        | dva       |
| shit, 싯       | tři       |
| nit, 늿        | čtyři     |
| dasót, 다ᄉᆞᆺ    | pět       |
| yóseut, ᄋᆢᄉᆞᆺ   | šest      |
| ilgop, 일곱    | sedm      |
| yódóp, ᄋᆢᄃᆞᆸ    | osm       |
| aop, 아옵      | devět     |
| yeol, 열       | deset     |
| ssumul, 수물   | dvacet    |
| seolheun, 설룬 | třicet    |
| mauen, 마은    | čtyřicet  |
| shwin, 쉰      | padesát   |
| yeshwin, 예쉰  | šedesát   |
| ileun, 일흔    | sedmdesát |
| yódeun, ᄋᆢ든   | osmdesát  |
| aeun, 아은     | devadesát |
| beg, 벡        | sto       |
| cheon, 천      | tisíc     |

## Užitečné fráze
| Čedžusky                   | Česky                               |
| Penanhóukkwa!              | Ahoj!                               |
| Jal jinaemsugwa?           | Je ti dobře?                        |
| Jal jinaemsuda, gomapsuda. | Děkuji, mám se dobře / Je mi dobře. |
| Abardaez mat!              | Jsem Čedžu (lidé).                  |
| Arasuda.                   | Rozumím.                            |
| Moleukuda.                 | Nerozumím.                          |
| Bab meogeosugwa?           | Jedl jsi?                           |
| Jal jabseoyang!            | Dobrou noc!                         |
| Gomabsudo!                 | Děkuji!                             |
| Eo, Giyeo / Ani            | Ano / Ne                            |

## Slovník
| Čedžusky | Česky    |
| bom      | jaro     |
| yóreum   | léto     |
| góseul   | podzim   |
| jóseul   | zima     |
| ssól     | rýže     |
| bile     | kámen    |
| bet      | světlo   |
| beot     | přítel   |
| mól      | kůň      |
| gwe      | kočka    |
| gonaengi | kotě     |
| yeohi    | liška    |
| he       | slunce   |
| dól      | měsíc    |
| badang   | moře     |
| dojang   | květina  |
| berida   | vidět    |
| iwagi    | historie |
| móseul   | vesnice  |
| jónnaebi | opice    |

## Vzorový text
Otčenáš (modlitba Páně):
Haneul-ui gyesin uri abang,
abang ileum-i geolughi bichnasimyeo.
Abang naraga osimeong
abang tteusi haneul-uiseoyeong góteuge
ttang-uiseodo illweojisoseo.
Oneul uri nalmada ssil
yangseogeul jusigog.
Urisindui jalmothón sareumeul uriga
deokkeodonan uri zhel deokkeodosigog.
Uril kkosimdeore ppajiji anyeoge hósigog
ag-uiseo geonjisoseo. Amen.

### Všeobecná deklarace lidských práv
| čedžusky | Món sareum-eun taeyeonal jeog-buteum jójurobgog geu joneom-gwang gwonli-e iseo dondeunghóda. Sareum-eun cheonbujeog-euro iseong-gwang yangshim-eul buyeobadatgog seoro seongje ae-ui jeongshin-euro hengdonghóyeosa hónda. |
| česky    | Všichni lidé se rodí svobodní a sobě rovní co do důstojnosti a práv. Jsou nadáni rozumem a svědomím a mají spolu jednat v duchu bratrství.                                                                                 |